# Hirase Sakugorō

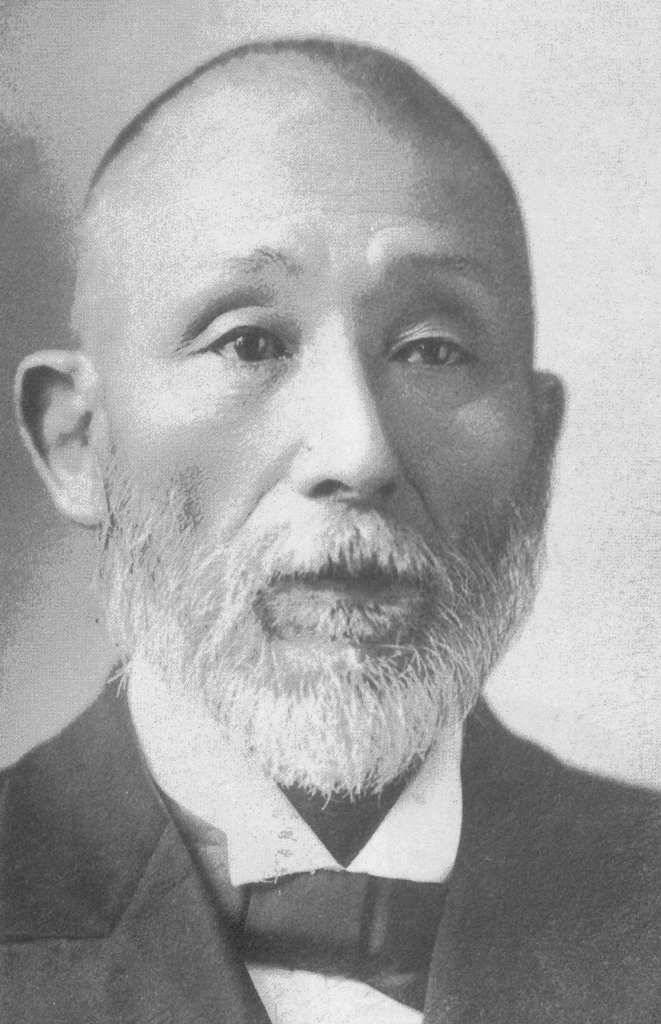
Hirase Sakugorō

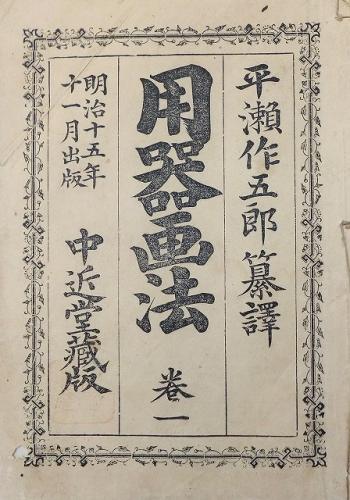
Frühe Publikation

Hirase Sakugorō (japanisch 平瀬 作五郎; geboren 12. Februar 1856 in dem Landkreis Asuwa, Provinz Echizen; gestorben 4. Januar 1925 in Kyōto) war ein japanischer Botaniker während der Meiji- und Taishō-Zeit.

## Leben und Wirken
Hirase Sakugorō absolvierte die „Junior High School“ (中学校) der Domäne Fukui (福井藩) und wurde 1875 Kunstlehrer an der Gifu Junior High School (岐阜中学の図画教師). Ab 1888 arbeitete er in der Botanik-Abteilung des „Tokyo Imperial University College of Science“ (東京帝大理科大) im Koishikawa Botanischer Garten und wurde 1893 Assistent. Hier fertigte er Zeichnungen für Lehr- und Forschungszwecke sowie Vorbereitungen für Mikroskope an. Dann schlug Ikeno Seiichirō, Assistenzprofessor (später Professor) der Fakultät für Landwirtschaft, ihm vor, sich mit dem Ginkgo zu beschäftigen.
Hirase entdeckte zum ersten Mal einen Gymnosperm mithilfe der Frucht eines weiblichen Ginkgobaums im Botanischen Garten. Er verfolgte den Befruchtungsprozess und veröffentlichte das Ergebnis 1929 als „Itefu no seichū ni “ (いてふノ精虫ニ就テ) – etwa „Erscheinungsformen von Spermien“.
Etwa zur gleichen Zeit entdeckte Ikeno das Sperma des Palmfarns. Diese Entdeckungen waren wichtige Ereignisse auf dem Gebiet der Pflanzentaxonomie, Zytologie und Evolution und wurden von Gelehrten im Ausland gelobt. Hirase erhielt 1912 zusammen mit Ikeno den „Imperial Prize of the Japan Academy“ (帝国学士院恩賜賞, Teikoku gakushiin onshi-shō).
Nach seinem Ausscheiden aus der Universität im Jahr 1930 arbeitete Hirase als Lehrer an der „Hikone Junior High School“ (彦根中学校) der Präfektur Shiga und der „Hanazono Junior High School“ (花園中学校) (Präfektur Kyōto). 1918 berichtete er über die Düngung der Japanischen Schwarzkiefer.